# Baanwielrennen op de Paralympische Zomerspelen 2020 - Achtervolging mannen B
Het onderdeel achtervolging mannen B bij het baanwielrennen  tijdens de Paralympische Zomerspelen 2020 vond plaats in de Velodroom van Izu, Japan. Deze klasse is voor de renner die blind of slechtziend is, zij rijden op een tandem samen met een renner zonder handicap (de piloot). 

## Opzet competitie
De competitie begint met een kwalificatieronde waarin het een onderlinge race tussen de 14 duo's omvat; alle 14 duo's worden verdeeld in 7 heats (dus 1 heat bestaat uit 2 duo's). De twee snelste duo's in de kwalificatie kwalificeren zich voor de gouden finale, terwijl de derde en vierde snelste zich kwalificeren voor de de bronzen finale, waar ze tegen elkaar zullen racen. De afstand van dit evenement bedraagt 4 km. Zowel de finales als de kwalificatieronde worden op één dag verreden.

## Uitslag

### Kwalificatie
| #  | Heat | Renners                            | Renners                                              | tijd     | tijd   |
| -- | ---- | ---------------------------------- | ---------------------------------------------------- | -------- | ------ |
| 1  | 6    | NED                                | Tristan Bangma Patrick Bos piloot                    | 3:59.470 | GF, WR |
| 2  | 7    | GBR                                | Stephen Bate Adam Duggleby piloot                    | 4:02.497 | GF     |
| 3  | 6    | POL                                | Marcin Polak Michał Ładosz piloot                    | 4:05.042 | BF     |
| 4  | 5    | FRA                                | Alexandre Lloveras Corentin Ermenault piloot         | 4:05.263 | BF     |
| 5  | 7    | NED                                | Vincent ter Schure Timo Fransen piloot               | 4:06.004 |        |
| 6  | 5    | ESP                                | Adolfo Bellido Guerrero Eloy Teruel Rovira piloot    | 4:13.238 |        |
| 7  | 4    | ESP                                | Christian Venge Balboa Noel Martín Infante piloot    | 4:15.494 |        |
| 8  | 4    | ARG                                | Maximiliano Ramon Gomez Sebastián José Tolosa piloot | 4:27.874 |        |
| 9  | 3    | SGP                                | Tee Wee Leong Ang Kee Meng piloot                    | 4:40.453 |        |
| 10 | 3    | HUN                                | Róbert Ocelka Gergely Nagy piloot                    | 4:42.401 |        |
| 11 | 2    | GBR                                | Neil Fachie Matt Rotherham piloot                    | 4:42.630 |        |
| 12 | 2    | GHA                                | Frederick Assor Rudolf Mensah piloot                 | 6:28.302 |        |
|    | 1    | GBR                                | James Ball Lewis Stewart piloot                      | DNF      |        |
| 1  | GER  | Kai Kruse Robert Förstemann piloot | DNF                                                  |          |        |

### Gouden finale
| #      | Renners | Renners                           | tijd |
| ------ | ------- | --------------------------------- | ---- |
| Goud   | NED     | Tristan Bangma Patrick Bos piloot |      |
| Zilver | GBR     | Stephen Bate Adam Duggleby piloot | OVL  |

### Bronzen finale
| #     | Renners | Renners                                      | tijd     |
| ----- | ------- | -------------------------------------------- | -------- |
| Brons | POL     | Marcin Polak Michał Ładosz piloot            | 4:07.850 |
| 4     | FRA     | Alexandre Lloveras Corentin Ermenault piloot | 4:08.126 |